# Notranja varnost
Notranja varnost (pogovorno notranja zaščita) je zaščitna tehnika za varno delovanje električne opreme v eksplozivnih in nepravilnih obratovalnih pogojih. Koncept je bil razvit za varno delovanje procesov za nadzor na nevarnih območjih, zlasti v Severnem morju na naftnih ploščadih. Kot disciplino, jo uvrščamo med uporabo neločljivih varnosti v instrumentaciji.
Teorija notranje zaščite je, da je dovoljena električna in toplotna energija v sistemu vedno dovolj nizka da do vžiga nevarnih razsežnosti ne more priti. To je zagotovljeno tako, da v nevarno območje tečejo le nizke napetosti in električni tokovi in da je ožičenje zaščiteno z Zener varovalkami. Včasih se uporablja tudi galvansko izolirane varovalke, namesto Zenerjevih.
V normalnih pogojih električna oprema pogosto ustvarja majhne iskrice v stikalih, motornih ščetkah, natičih in na ostalih mestih. Take iskrice lahko vžgejo gorljivo snov, ki je prisotna v zraku. Naprava namenjena za notranjo zaščito je zasnovana tako, da ne vsebuje nobene sestavine ki povzroča iskre, ali ki lahko zadrži zadostno energijo da proizvede iskro ki vsebuje dovolj energije da sproži vžig. Na primer, med morskimi prenosi, ko se vnetljiva sredstva prenašajo med morsko postajo in tankerji ali ladjami, mora biti vzpostavljena dvosmerna radijska povezava, ki jo je treba stalno vzdrževati v primeru da je treba prenos iz nepričakovanih razlogov, kot je razlitje, ustaviti. Obalna straža Združenih Držav zahteva potrdilo da je dvosmerni radio notranje varen.
Drug  vidik notranje zaščite je kontroliranje nenormalno nizkih temperatur. Pod določenimi pogoji z okvaro (kot je notranji kratek stik v polprevodniški napravi), se lahko temperature sestavnega dela dvignejo veliko višje, kot v normalni pogojih. Zaščitni ukrepi, kot so tokovni omejevalniki z upori in varovalkami morajo biti vgrajeni za zagotovitev, da v nobenem primeru komponenta ne more doseči temperature, ki lahko povzroči samovžig gorljivih okolij.
Noben posamezen del naprave ali ožičenje ni notranje zaščiten sam po sebi (razen posebej prirejene akumulatorsko gnane samostojne naprave), dokler ni vgrajen v pravilno določeni IS sistem. Taki sistemi so običajno opremljeni s podrobnimi navodili, za zagotovitev varne uporabe.